# Parambassis altipinnis
Parambassis altipinnis је зракоперка из реда Perciformes и фамилије Ambassidae. 

## Угроженост
Подаци о распрострањености ове врсте су недовољни.

## Распрострањење
Индонезија је једино познато природно станиште врсте.

## Станиште
Станиште врсте су слатководна подручја.